# Bru
Bru är en ö och en tidigare tätort i Stavangers kommun i Rogaland fylke i sydvästra Norge. Orten ligger på den sydöstra delen av ön med samma namn, nordöst om staden Stavanger. Ön ligger i Boknafjorden och har har fast förbindelse genom en bro till den närliggande ön Sokn i nordöst, som i sin tur är förbunden med fastlandet genom Byfjordtunneln, en del av Europaväg 39.
Tidigare har ön och orten tillhört dåvarande Mosterøy kommun respektive dåvarande Rennesøy kommun.
Sedan 2022 räknas orten inte längre som en tätort.

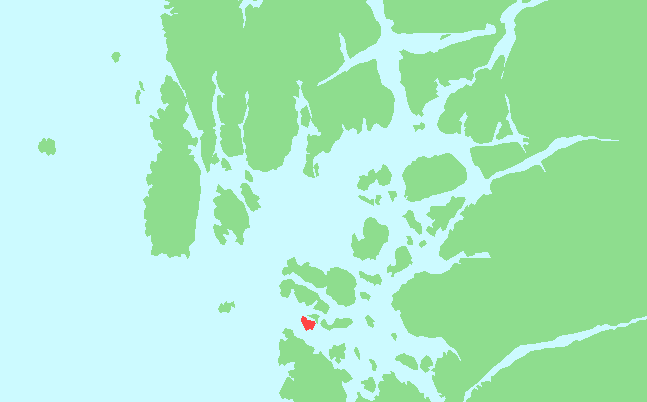
Ön Brus läge i Boknafjorden.